# 鳥居 (知立市)
鳥居（とりい）は、愛知県知立市にある地名。現行行政地名は鳥居1丁目から鳥居3丁目。

## 地理
知立市の中央部に位置している。

## 歴史
- 2007年（平成19年）10月5日 - 知立第三土地区画整理事業に伴い、鳥居1丁目から鳥居3丁目を設置[5]。

### 町名の変遷
| 実施後    | 実施年月日                | 実施前（各町名ともその一部）                     |
| --------- | ------------------------- | ------------------------------------------------ |
| 鳥居1丁目 | 2007年（平成19年）10月5日 | 上重原町鳥居 上重原町長篠 上重原町東八鳥の各一部 |
| 鳥居2丁目 | 2007年（平成19年）10月5日 | 宝町築地道 上重原町西八鳥 上重原町東八鳥の各一部 |
| 鳥居3丁目 | 2007年（平成19年）10月5日 | 上重原町恩田 上重原町西八鳥の各一部              |

## 世帯数と人口
2019年（令和元年）8月1日現在の世帯数と人口は以下の通りである。
| 町丁 | 世帯数  | 人口    |
| ---- | ------- | ------- |
| 鳥居 | 729世帯 | 1,605人 |

### 人口の変遷
国勢調査による人口の推移
| 2010年（平成22年） | 1,635人 | [ 6 ] |  |
| 2015年（平成27年） | 1,654人 | [ 7 ] |  |

## 学区
市立小・中学校に通う場合、学区は以下の通りとなる。
| 番・番地等 | 小学校               | 中学校             |
| ---------- | -------------------- | ------------------ |
| 全域       | 知立市立知立西小学校 | 知立市立知立中学校 |

## 交通
- 国道23号
- 国道155号

## 施設
- 知立市立知立西小学校

## その他

### 日本郵便
- 郵便番号 : 472-0055[3]（集配局：知立郵便局[9]）。